# Moderne vijfkamp op de Olympische Zomerspelen 2024 – vrouwen
De moderne vijfkamp voor vrouwen tijdens de Olympische Zomerspelen 2024 in Parijs vond plaats op 8 augustus en 10 augustus. De voorrondes van het schermen vonden plaats in de Arena Paris Nord een hal van het Parc des Expositions de Villepinte de overige vier onderdelen waren bij het Kasteel van Versailles. De Olympische titel werd met 1461 punten gewonnen door de Hongaarse Michelle Gulyás, het zilver was voor Élodie Clouvel uit Frankrijk en de Koraanse Seong Seung-min won de bronzen medaille.

## Format
De 36 deelnemers werden verdeeld in twee groepen van 18 atletes. De beste 9 atletes uit elke groep kwalificeerden zich voor de finale.

## Uitslagen

### Groep A
| Rang | Naam                   | Naam | Zwemmen Tijd (ptn) | Zwemmen Tijd (ptn) | Schermen Overwinningen (ptn) | Schermen Overwinningen (ptn) | Paardrijden Score (ptn) | Paardrijden Score (ptn) | schieten+lopen Tijd (ptn) | schieten+lopen Tijd (ptn) | Totaal  |   |
| ---- | ---------------------- | ---- | ------------------ | ------------------ | ---------------------------- | ---------------------------- | ----------------------- | ----------------------- | ------------------------- | ------------------------- | ------- | - |
| 1    | Kerenza Bryson         | GBR  | 2:20.92            | 269                | 21+4                         | 234                          | 59.83                   | 300                     | 11:41.88                  | 599                       | 1402 OR | Q |
| 2    | Elena Micheli          | ITA  | 2:10.63            | 289                | 19+4                         | 224                          | 59.19                   | 300                     | 11:52.10                  | 588                       | 1401    | Q |
| 3    | Alice Sotero           | ITA  | 2:10.24            | 290                | 12+8                         | 193                          | 59.84                   | 300                     | 11:22.83                  | 61                        | 1401    | Q |
| 4    | Seong Seung-min        | KOR  | 2:12.44            | 286                | 20+0                         | 225                          | 58.59                   | 293                     | 11:44.13                  | 596                       | 1400    | Q |
| 5    | Kate French            | GBR  | 2:15.56            | 279                | 23+0                         | 240                          | 60.65                   | 293                     | 11:54.55                  | 586                       | 1398    | Q |
| 6    | Lucie Hlaváčková       | CZE  | 2:19.46            | 272                | 16+2                         | 207                          | 62.24                   | 300                     | 11:24.77                  | 616                       | 1395    | Q |
| 7    | Marie Oteiza           | FRA  | 2:15.92            | 279                | 21+3                         | 232                          | 58.11                   | 300                     | 11:56.83                  | 584                       | 1395    | Q |
| 8    | Malak Ismail           | EGY  | 2:15.70            | 279                | 17+6                         | 216                          | 59.20                   | 286                     | 11:30.82                  | 610                       | 1391    | Q |
| 9    | Laura Asadauskaitė     | LTU  | 2:23.71            | 263                | 16+0                         | 205                          | 65.61                   | 291                     | 11:10.90                  | 630                       | 1389    | Q |
| 10   | Annika Zillekens       | GER  | 2:18.88            | 273                | 17+0                         | 210                          | 71.56                   | 275                     | 11:11.93                  | 629                       | 1387    | Q |
| 11   | Mayan Oliver           | MEX  | 2:26.21            | 258                | 18+0                         | 215                          | 57.30                   | 300                     | 11:27.41                  | 613                       | 1386    |   |
| 12   | Marlena Jawaid         | SWE  | 2:20.65            | 269                | 18+0                         | 215                          | 66.82                   | 290                     | 12:09.81                  | 571                       | 1345    |   |
| 13   | Genevieve van Rensburg | AUS  | 2:11.61            | 287                | 18+4                         | 219                          | 69.01                   | 273                     | 12:37.73                  | 543                       | 1322    |   |
| 14   | Jessica Savner         | USA  | 2:27.61            | 255                | 16+4                         | 209                          | 54.99                   | 293                     | 12:27.42                  | 553                       | 1310    |   |
| 15   | Yelena Potapenko       | KAZ  | 2:16.67            | 277)               | 15+0                         | 200)                         | 53.88                   | 279)                    | 12:35.18                  | 545)                      | 1301    |   |
| 16   | Isabela Abreu          | BRA  | 2:25.63            | 259                | 10+0                         | 175                          | 68.05                   | 288                     | 12:22.30                  | 558                       | 1280    |   |
| 17   | Salma Abdelmaksoud     | EGY  | 2:13.55            | 283                | 16+0                         | 205                          | EL                      | 0                       | 11:44.31                  | 596                       | 1084    |   |
| 18   | Rebecca Langrehr       | GER  | 2:19.58            | 271                | 18+0                         | 215                          | DNS                     | 0                       | 12:44.33                  | 536                       | 1022    |   |

### Groep B
| Rang | Naam                  | Naam | Zwemmen Tijd (ptn) | Zwemmen Tijd (ptn) | Schermen Overwinningen (ptn) | Schermen Overwinningen (ptn) | Paardrijden Score (ptn) | Paardrijden Score (ptn) | schieten+lopen Tijd (ptn) | schieten+lopen Tijd (ptn) | Totaal |   |
| ---- | --------------------- | ---- | ------------------ | ------------------ | ---------------------------- | ---------------------------- | ----------------------- | ----------------------- | ------------------------- | ------------------------- | ------ | - |
| 1    | Élodie Clouvel        | FRA  | 2:12.74            | 285                | 27+4                         | 264                          | 61.01                   | 300                     | 12:17.92                  | 563                       | 1398   | Q |
| 2    | Laura Heredia         | ESP  | 2:21.47            | 268                | 17+4                         | 214                          | 63.02                   | 300                     | 11:25.00                  | 615                       | 1397   | Q |
| 3    | Michelle Gulyás       | HUN  | 2:10.39            | 290                | 24+2                         | 247                          | 58.66                   | 300                     | 12:06.06                  | 574                       | 1397   | Q |
| 4    | Blanka Guzi           | HUN  | 2:16.93            | 277                | 15+0                         | 200                          | 58.61                   | 293                     | 11:20.80                  | 620                       | 1397   | Q |
| 5    | Kim Sun-woo           | KOR  | 2:14.44            | 282                | 19+0                         | 220                          | 60.91                   | 293                     | 11:46.64                  | 594                       | 1396   | Q |
| 6    | Gintarė Venčkauskaitė | LTU  | 2:19.15            | 272                | 16+0                         | 205                          | 59.65                   | 300                     | 11:25.30                  | 615                       | 1392   | Q |
| 7    | İlke Özyüksel         | TUR  | 2:16.50            | 277                | 16+4                         | 209                          | 56.29                   | 300                     | 11:34.68                  | 606                       | 1392   | Q |
| 8    | Zhang Mingyu          | CHN  | 2:14.72            | 281                | 20+2                         | 227                          | 59.71                   | 300                     | 11:59.61                  | 581                       | 1389   | Q |
| 9    | Anna Jurt             | SUI  | 2:29.44            | 252                | 17+2                         | 212)                         | 61.87                   | 286                     | 11:07.63                  | 633)                      | 1383   | Q |
| 10   | Valeriya Permykina    | UKR  | 2:19.78            | 271                | 15+4                         | 204                          | 66.91                   | 297                     | 11:35.69                  | 605                       | 1377   |   |
| 11   | Anna Maliszewska      | POL  | 2:18.56            | 273                | 16+0                         | 205                          | 59.27                   | 293                     | 11:38.96                  | 602                       | 1373   |   |
| 12   | Misaki Uchida         | JPN  | 2:08.56            | 293                | 15+0                         | 200                          | 58.25                   | 293                     | 12:10.13                  | 570                       | 1356   |   |
| 13   | Natalia Dominiak      | POL  | 2:16.84            | 277                | 14+0                         | 195                          | 67.56                   | 286                     | 12:09.40                  | 571                       | 1329   |   |
| 14   | Veronika Novotná      | CZE  | 2:20.97            | 269                | 22+2                         | 237                          | 57.70                   | 293                     | 13:03.98                  | 517                       | 1316   |   |
| 15   | Alise Fakhrutdinova   | UZB  | 2:21.30            | 268                | 19+2                         | 222                          | 58.48                   | 293                     | 12:58.08                  | 522                       | 1305   |   |
| 16   | Sophia Hernández      | GUA  | 2:22.83            | 265                | 15+2                         | 202                          | 58.23                   | 293                     | 12:45.04                  | 535                       | 1295   |   |
| 17   | Sol Naranjo           | ECU  | 2:38.78            | 233                | 13+0                         | 190                          | 56.68                   | 293                     | 12:24.75                  | 556                       | 1272   |   |
| 18   | Mariana Arceo         | MEX  | 2:15.78            | 279                | 12+8                         | 193                          | EL                      | 0                       | 11:38.41                  | 602                       | 1074   |   |

### Finale
| Rang   | Naam                  | Naam | Zwemmen Tijd (ptn) | Zwemmen Tijd (ptn) | Schermen Overwinningen (ptn) | Schermen Overwinningen (ptn) | Paardrijden Score (ptn) | Paardrijden Score (ptn) | schieten+lopen Tijd (ptn) | schieten+lopen Tijd (ptn) | Totaal  |
| ------ | --------------------- | ---- | ------------------ | ------------------ | ---------------------------- | ---------------------------- | ----------------------- | ----------------------- | ------------------------- | ------------------------- | ------- |
| Goud   | Michelle Gulyás       | HUN  | 2:12.44            | 286                | 24+0                         | 245                          | 62.69                   | 300                     | 11:10.01                  | 630                       | 1461 WR |
| Zilver | Élodie Clouvel        | FRA  | 2:11.64            | 287                | 27+4                         | 260                          | 60.71                   | 293                     | 11:32.35                  | 608                       | 1452    |
| Brons  | Seong Seung-min       | KOR  | 2:11.47            | 288                | 20+0                         | 225                          | 62.01                   | 300                     | 11:12.87                  | 628                       | 1441    |
| 4      | Blanka Guzi           | HUN  | 2:16.25            | 278                | 15+0                         | 200                          | 56.52                   | 300                     | 10:45.48                  | 655                       | 1433    |
| 5      | Elena Micheli         | ITA  | 2:12.47            | 286                | 19+12                        | 220                          | 56.82                   | 293                     | 11:27.86                  | 616                       | 1424    |
| 6      | İlke Özyüksel         | TUR  | 2:15.48            | 280                | 16+0                         | 205                          | 58.94                   | 293                     | 10:58.20                  | 642                       | 1420    |
| 7      | Gintarė Venčkauskaitė | LTU  | 2:18.16            | 274                | 16+0                         | 205                          | 58.98                   | 300                     | 11:00.31                  | 640                       | 1419    |
| 8      | Kim Sun-woo           | KOR  | 2:17.67            | 275                | 19+2                         | 220                          | 59.12                   | 286                     | 11:13.92                  | 627                       | 1410    |
| 9      | Kerenza Bryson        | GBR  | 2:21.77            | 267                | 21+0                         | 230                          | 62.27                   | 286                     | 11:19.12                  | 621                       | 1404    |
| 10     | Lucie Hlaváčková      | CZE  | 2:20.54            | 269                | 16+4                         | 205                          | 59.85                   | 293                     | 11:08.44                  | 632                       | 1403    |
| 11     | Anna Jurt             | SUI  | 2:28.96            | 253                | 17+0                         | 210                          | 60.72                   | 300                     | 11:00.82                  | 640                       | 1403    |
| 12     | Malak Ismail          | EGY  | 2:16.94            | 277                | 17+2                         | 210                          | 60.07                   | 293                     | 11:27.35                  | 613                       | 1395    |
| 13     | Alice Sotero          | ITA  | 2:09.93            | 291                | 12+6                         | 185                          | 57.61                   | 300                     | 11:33.81                  | 607                       | 1389    |
| 14     | Zhang Mingyu          | CHN  | 2:17.66            | 275                | 20+0                         | 225                          | 60.93                   | 300                     | 11:54.40                  | 586                       | 1386    |
| 15     | Annika Zillekens      | GER  | 2:20.71            | 269                | 17+2                         | 210                          | 56.69                   | 300                     | 11:45.71                  | 595                       | 1376    |
| 16     | Laura Asadauskaitė    | LTU  | 2:24.52            | 261                | 16+2                         | 205                          | 57.86                   | 293                     | 11:32.07                  | 608                       | 1369    |
| 17     | Laura Heredia         | ESP  | 2:24.14            | 262                | 17+2                         | 210                          | EL                      | 0                       | 10:50.73                  | 650                       | 1124    |
| 18     | Marie Oteiza          | FRA  | 2:16.84            | 277                | 21+0                         | 230                          | EL                      | 0                       | 12:10.05                  | 570                       | 1077    |

OR = Olympisch record
DNS = Niet gestart
DNF = Niet gefinisht